# Dorothy Sebastian

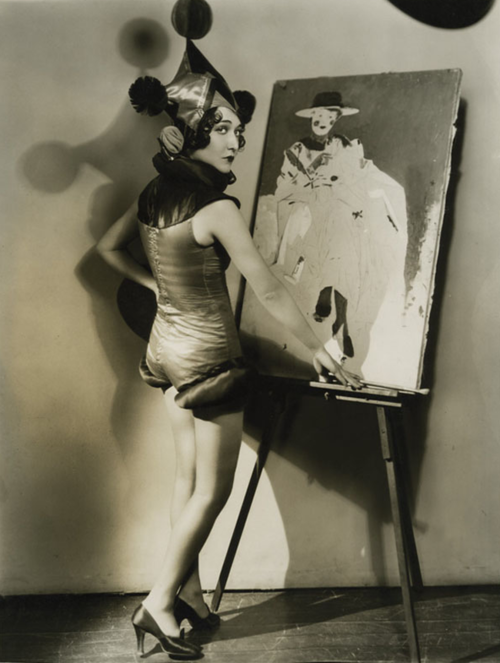
Ruth Harriet Louise: Dorothy Sebastian (ca. 1930)

Dorothy Sebastian (* 26. April 1903 in Birmingham, Alabama; † 8. April 1957 in Woodland Hills, Los Angeles, Kalifornien) war eine US-amerikanische Schauspielerin, die in den letzten Tagen des Stummfilms zu Ruhm kam.

## Leben
Nach einigen Auftritten als Tänzerin und Chorgirl in der Revue George White’s Scandals ging Dorothy Sebastian 1925 mit einem Siebenjahresvertrag bei MGM nach Hollywood. Nach einigen kleineren Rollen wurde sie in der Umbruchphase vom Stummfilm zum Tonfilm eine beliebte Nebendarstellerin. Während der Dreharbeiten zu Eine schamlose Frau schloss sie 1928 Freundschaft mit Greta Garbo. Im selben Jahr wirkte sie neben Joan Crawford in Our Dancing Daughters mit. In den Folgejahren entwickelte sich daraus eine kleine Serie von Filmen, die Joan Crawford, Dorothy Sebastian und Anita Page in den Hauptrollen präsentierten. Sebastian spielte eine ihrer letzten Rollen in dem mexikanischen Film Contrabando. Nach 1931 beendete ihr zunehmend unkontrollierter Alkoholismus ihre Karriere, und Dorothy Sebastian spielte nur noch in einer Abfolge von B-Filmen, in denen sie oft nicht mehr als Statistenrollen bekam.
Heute noch bekannt ist Dorothy Sebastian für ihre Affäre mit Buster Keaton, während der beide durch ihre Alkoholexzesse berüchtigt wurden. Zu dieser Zeit bekam sie auch ihren Spitznamen Slam-Bang-Bastian bzw. Slam, da sie im alkoholisierten Zustand unbeherrscht und ausfällig zu werden pflegte. Von 1930 bis zur Scheidung 1936 war sie mit dem Schauspieler William Boyd verheiratet. 1947 ehelichte Sebastian den Geschäftsmann Harold Shapiro, mit dem sie bis zu ihrem Krebstod zehn Jahre später verheiratet blieb.

## Filmografie (Auswahl)
- 1925: Why Women Love
- 1925: Half a Hero
- 1926: Fluten der Leidenschaft (Torrent)
- 1927: California
- 1927: Am Teetisch (Tea for Three)
- 1927: Der Arizona-Tiger (The Arizona Wildcat)
- 1927: Anna Karenina (Love)
- 1927: Nur nicht locker lassen (The Demi-Bride)
- 1928: Eine schamlose Frau (A Woman of Affairs)
- 1928: Our Dancing Daughters
- 1929: Trotzheirat (Spite Marriage)
- 1929: Unsichtbare Fesseln (The Single Standard)
- 1930: Buster rutscht ins Filmland (Free and Easy)
- 1930: Our Blushing Brides
- 1930: Montana Moon
- 1931: The Deceiver
- 1931: Contrabando
- 1932: They Never Come Back
- 1933: Ship of Wanted Men
- 1934: No Sleep on the Deep
- 1934: The Life of Vergie Winters
- 1936: Radio Barred
- 1937: The Mysterious Pilot
- 1939: Die Frauen (The Women)
- 1939: The Arizona Kid
- 1939: Jesse James unter Verdacht (Days of Jesse James)
- 1941: Zum Leben verdammt (Among the Living)
- 1942: Piraten im karibischen Meer (Reap the Wild Wind)
- 1948: Die Glocken von Coaltown (The Miracle of the Bells)